# Sol (monnaie complémentaire)
 (mai 2023).
Si vous disposez d'ouvrages ou d'articles de référence ou si vous connaissez des sites web de qualité traitant du thème abordé ici, merci de compléter l'article en donnant les références utiles à sa vérifiabilité et en les liant à la section « Notes et références ».
Pour les articles homonymes, voir Sol.
Le sol est une monnaie expérimentale issue du projet Sol depuis 2007, réalisé en partenariat par une banque coopérative, des compagnies d'assurances mutualistes, le groupe Chèque Déjeuner et des régions françaises et avec le soutien du Fonds social européen, programme Equal. 
Sol est une abréviation de solidaire. Il s'agit d'une monnaie complémentaire qui vise à replacer l'argent comme moyen et non comme une fin. Leur objectif est l'appropriation citoyenne de la monnaie. C'est aussi une monnaie fondante qui lorsqu'elle n'est pas utilisée est réaffectée collectivement à des projets d'utilité sociale et écologique. Elle s'appuie sur le réseau Sol, ensemble des entreprises et partenaires qui adhèrent à cette monnaie.
En 2011, elle a été lancée à Toulouse sous le nom de Sol-violette et par la suite à Boulogne-sur-Mer (la Bous'Sol), le département d'Ille-et-Vilaine (Le Galleco), le département de Tarn-et-Garonne (Le Sol-Olympe), Chambéry avec la "Monnaie Autrement" où sont expérimentées une monnaie coopération-citoyenne "l'Elef", une accorderie et une monnaie affecté de valorisation aux gestes citoyens. Cette monnaie expérimente plusieurs supports (coupon-billet et outils dématérialisés : carte à puce, internet, téléphone ...) L'eusko, la monnaie du Pays Basque est adhérente depuis 2015. Plusieurs projets participent : Le Stück à Strasbourg, La Gonette à Lyon, Le Sol-Angelique à Niort, Le Sol-Si à Cahors. 
Ensemble, les territoires, l'association et les entreprises ont créé la coopérative Eco-sol (opérateur technique du mouvement et prestataire de service d'expertise et d'aide à l'émergence des projets monétaires). Ils se sont organisés dans un Mouvement depuis 2014 afin de créer une dynamique de mutualisation, de coopération et de réflexion commune en partageant leurs richesses. 
Elle développe trois volets d'échange : 
1. la coopération entre entreprises de l’économie sociale et solidaire (Sol Coopération ou économique),
2. l’engagement dans des activités d’entraide (Sol Engagement - temps),
3. les politiques sociales à travers une monnaie affectée (Sol affecté - temps et gestes éco-citoyens).

Le projet Sol est parti du collectif Reconsidérer la richesse qui s'inspirait des travaux de Patrick Viveret.